# 王英镇
王英镇，是中华人民共和国湖北省黃石市阳新县下辖的一个乡镇级行政单位。

## 行政区划
王英镇下辖以下地区：
泉丰村、隧洞村、附坝村、新屋村、王英村、蔡贤村、毛坪村、大田村、新街村、南宋村、王文村、倪家村、横溪村、大湖村、杉木村、法隆村、谷保村、东山村、团林村、彭堍村、杨林村、添胜村和车前村。